# Де Джироламо, Нунция
Нунция Де Джироламо (итал. Nunzia De Girolamo; род. 10 октября 1975, Беневенто, Кампания) — итальянский политик, министр сельскохозяйственной, продовольственной и лесной политики в правительстве Летта (2013—2014), председатель фракции пополяров в Палате депутатов (2014—2015).

## Биография
Родилась 10 октября 1975 года в Беневенто, дочь многолетнего директора аграрного консорциума Беневенто Никола Де Джироламо. Окончила в Беневенто классический лицей имени Пьетро Джанноне, затем — юридический факультет Римского университета Ла Сапиенца. Занималась судебной адвокатской практикой в области гражданского, трудового, торгового и банковского права и сотрудничала в этой области с университетом Саннио и университетом Молизе.

### Политическая карьера
Занялась политикой в 2007 году, став координатором партии Вперёд, Италия в родном городе (лично познакомилась с Берлускони, подарив ему во время митинга в Неаполе тряпичную куклу с надписью «Libertà», то есть «Свобода»). Сотрудничала в основанном Энрико Летта аналитическом центре VeDrò в качестве референта по Югу Италии.
C 5 мая 2008 по 14 марта 2013 года входила во фракцию партии Народ свободы в Палате депутатов XVI созыва, 6 июня 2008 года вошла в Управляющий совет (Consiglio Direttivo) фракции.
В результате парламентских выборов 24-25 февраля 2013 года избрана в Палату депутатов XVII созыва по списку той же партии, но после её развала перешла 18 ноября 2013 года во фракцию Нового правого центра.
28 апреля 2013 года стала министром сельскохозяйственной, продовольственной и лесной политики в правительстве Летта. 26 января 2014 года подала в отставку, объяснив своё решение желанием защитить свою честь и достоинство на фоне обвинений в причастности к злоупотреблениям в местном управлении здравоохранения (ASL) в Беневенто и нежеланием правительства оказать ей содействие в сложившемся положении. 27 января премьер-министр Энрико Летта принял её отставку.
5 марта 2014 года Нунция Де Джироламо избрана председателем партийной фракции в Палате депутатов, а 8 апреля 2015 года по инициативе лидера партии Анджелино Альфано ассамблея членов фракции (к этому моменту она уже представляла собой объединённую фракцию НПЦ и христианских демократов под общим названием Area Popolare, то есть «Популяристский блок») избрала своим новым председателем Маурицио Лупи, ушедшего в отставку с должности министра инфраструктуры. По мнению аналитиков, причиной такого решения стало требование выхода НПЦ из правительства Ренци, неоднократно высказанное Нунцией Де Джироламо. Тем не менее, она заявила о намерении остаться в партии.
17 сентября 2015 года Де Джироламо провела личные переговоры с Сильвио Берлускони и 22 сентября перешла во фракцию Вперёд, Италия.
2 марта 2016 года прокуратура Беневенто возобновила уголовное расследование против Де Джироламо и ещё пяти человек по делу о злоупотреблениях в местном центре здравоохранения.
29 января 2018 года исключена из предвыборного списка партии «Вперёд, Италия» в округе Болонья-Имола, во главе которого намеревалась пойти на следующие выборы, и помещена на второе место в списке по многомандатному округу Беневенто и Авеллино. По итогам парламентских выборов в марте 2018 года не прошла в Палату депутатов.

### После ухода из политики
В июле 2018 года Де Джироламо начала вести колонку «Nunzia Vobis» на первой полосе газеты «Il Tempo».
В мае 2019 года представитель Движения пяти звёзд, младший статс-секретарь действующего правительства Стефано Буффаньи обвинил государственную телекомпанию Rai 1 в найме неквалифицированных кадров ведущих ради политических предпочтений после объявления планов появления Де Джироламо в качестве новой ведущей передачи о сельском хозяйстве «Летняя зелёная линия». Ранее Де Джироламо участвовала в итальянской версии Танцев со звёздами в паре с профессиональным танцором Раймондо Тодаро.

## Личная жизнь
23 декабря 2011 года Нунция Де Джироламо вышла замуж за депутата от Демократической партии Франческо Бочча, и 9 июня 2012 года у них родилась дочь Джеа. Поскольку роман развивался в годы острого противостояния сторонников и противников Берлускони, пресса называла их политическими Ромео и Джульеттой, с чем Нунция Де Джироламо не согласна и заявляет, что её муж является левым христианским демократом и занимает более правые политические позиции, чем она сама.